# Ван Клинкен, Йоринде
Йоринде ван Клинкен (нидерл. Jorinde van Klinken; род. 2 февраля 2000, Ассен, Дренте) — нидерландская легкоатлетка, толкатель ядра и метатель диска, трёхкратный призёр чемпионатов Европы 2022 и 2024 годов, участница летних Олимпийских игр 2020 года.

## Биография
В 2021 году на молодёжном чемпионате Европы в Таллине стала чемпионкой в метании диска с результатом 63,02 метра.
В июле-августе 2021 года приняла участие в летних Олимпийских играх в Токио. В соревнованиях по метанию диска с результатом 61,15 не смогла отобраться в финал и заняла итоговое 14-е место.
На летнем чемпионате мира 2022 года в США стала четвёртой в метании диска и 16-й в толкании ядра. В этом же году на чемпионате Европы в Мюнхене стала бронзовым призёром, толкнув ядро на отметку 18,94 метра.
На чемпионате мира 2023 года в Будапеште стала девятой в толкании ядра с результатом 19,05 метра и четвёртой в метании диска с результатом 67,20 метров.
В июне 2024 года приняла участие в чемпионате Европы, который прошёл в Риме и завоевала две серебряные медали в толкании ядра и метании диска. Её результат в ядре — 18,67 метра, а в диске — 65.99 метров.